# Masayuki Okano
Masayuki Okano (Yokohama, 25. srpnja 1972.) japanski je nogometaš.

## Klupska karijera
Igrao je za: Urawa Reds, Vissel Kobe, TSW Pegasus i Gainare Tottori.

## Reprezentativna karijera
Za japansku reprezentaciju igrao je od 1995. do 1999. godine. Odigrao je 25 utakmica postigavši 2 pogotka.
S japanskom reprezentacijom Masayuki Okano igrao je na jednom svjetskom prvenstvu (1998.).

## Statistika
| Japan  | Japan | Japan |
| Godina | Nas.  | Gol.  |
| ------ | ----- | ----- |
| 1995.  | 3     | 0     |
| 1996.  | 11    | 1     |
| 1997.  | 5     | 1     |
| 1998.  | 5     | 0     |
| 1999.  | 1     | 0     |
| Ukupno | 25    | 2     |

## Vanjske poveznice
- National Football Teams
- Japan National Football Team Database